# Panitzsch
Panitzsch ist ein Ortsteil der Gemeinde Borsdorf im Landkreis Leipzig in Sachsen.

## Geografie

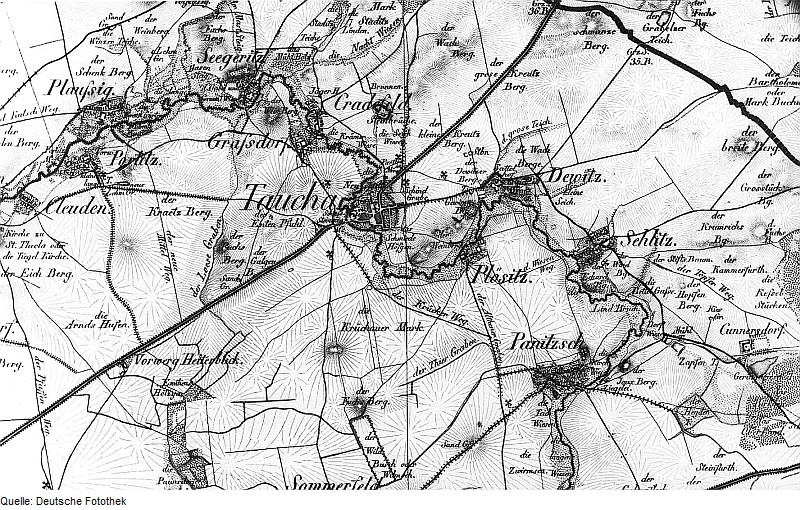
Panitzsch auf einer Karte von Hermann Oberreit (1836/39)

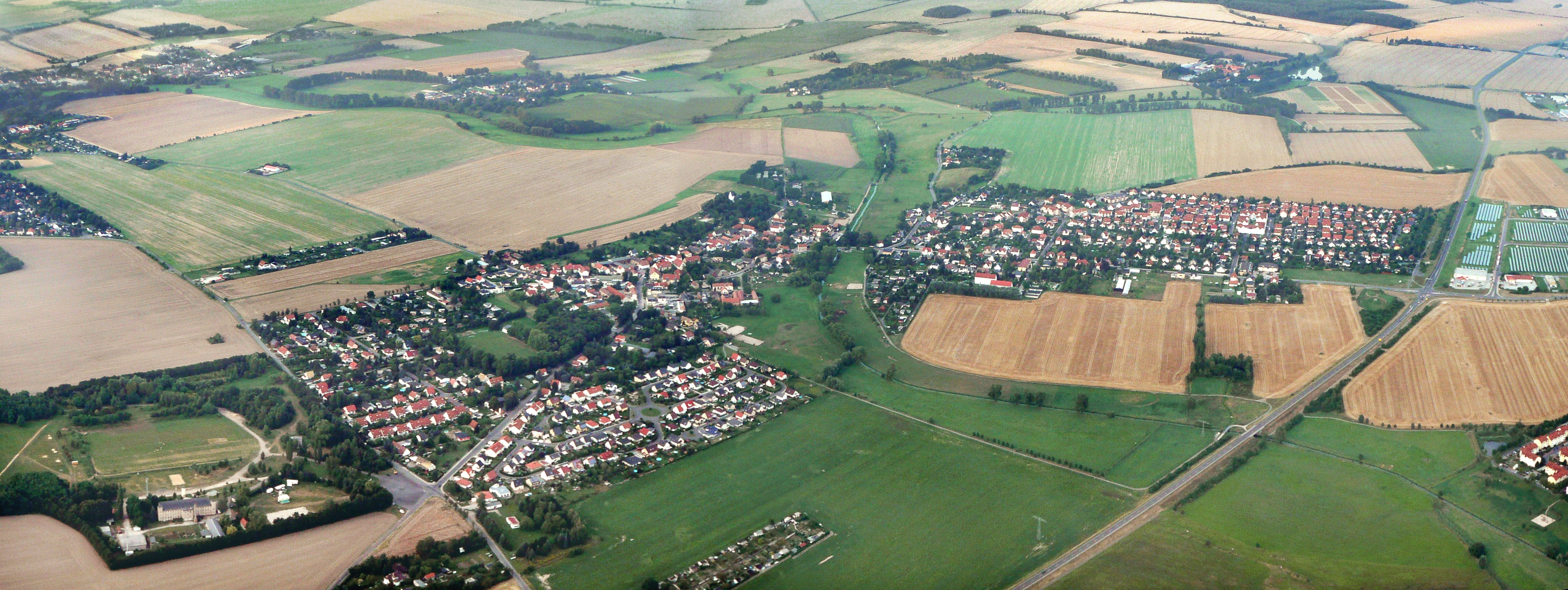
Luftaufnahme von Südwest

### Lage
Der Ort liegt in der Leipziger Tieflandsbucht zwischen Borsdorf im Süden und Taucha im Nordosten. Die A 14 verläuft etwa 3 Kilometer westlich von Panitzsch und ist über die Anschlussstelle Leipzig Ost zu erreichen. Die B 6 Leipzig–Wurzen (hier ursprünglich: Via Regia) verläuft etwa 1 Kilometer südlich des Ortszentrums in Ost-West-Richtung.
Durch den Ort fließt die Parthe. Der Parthewanderweg, von Zweenfurth über Borsdorf, Taucha  und Leipzig-Plaußig nach Leipzig-Schönefeld, verläuft ebenfalls durch Panitzsch.

### Nachbarorte
| Plösitz     | Sehlis                                      |             |
| Heiterblick | Kompassrose, die auf Nachbargemeinden zeigt | Cunnersdorf |
| Sommerfeld  | Borsdorf                                    |             |

### Geologie
Die landschaftlichen Formen um Panitzsch entstanden vor etwa vor 130 000 Jahren mit dem Ende der Saalekaltzeit. Durch den etappenweisen Eisrückgang bildeten sich Endmoränen, zu denen der Panitzscher Kirchberg gezählt werden kann. Das Schmelzwasser der zurückgehenden Eismassen floss ursprünglich in Ost-West-Richtung am Eisrande entlang.
Anfang der zweiten Eiszeitperiode ist auch die heutige Mulde in dieser Richtung geflossen. Diese wurde zur Saalekaltzeit durch Gletscherablagerungen abgeriegelt und fließt seitdem nach Wurzen und Eilenburg. Mächtige Schotterablagerungen um Naunhof stammen aus dieser Zeit. Im ehemaligen Muldeschotter entstand die Parthe, die heute größtenteils im alten Gebiet der Mulde fließt.
Im Norden der Panitzscher Flur herrscht Geschiebesand vor, während im Westen im Wesentlichen Geschiebelehm mit inselartigen Vermischungen von Geschiebesand vorzufinden ist. Der Geschiebelehm zeigt eine schwache Decke Lößlehm. Die jüngeren Bodenbildungen, besonders Auelehm, finden sich naturgemäß entlang des Parthelaufes.

## Geschichte

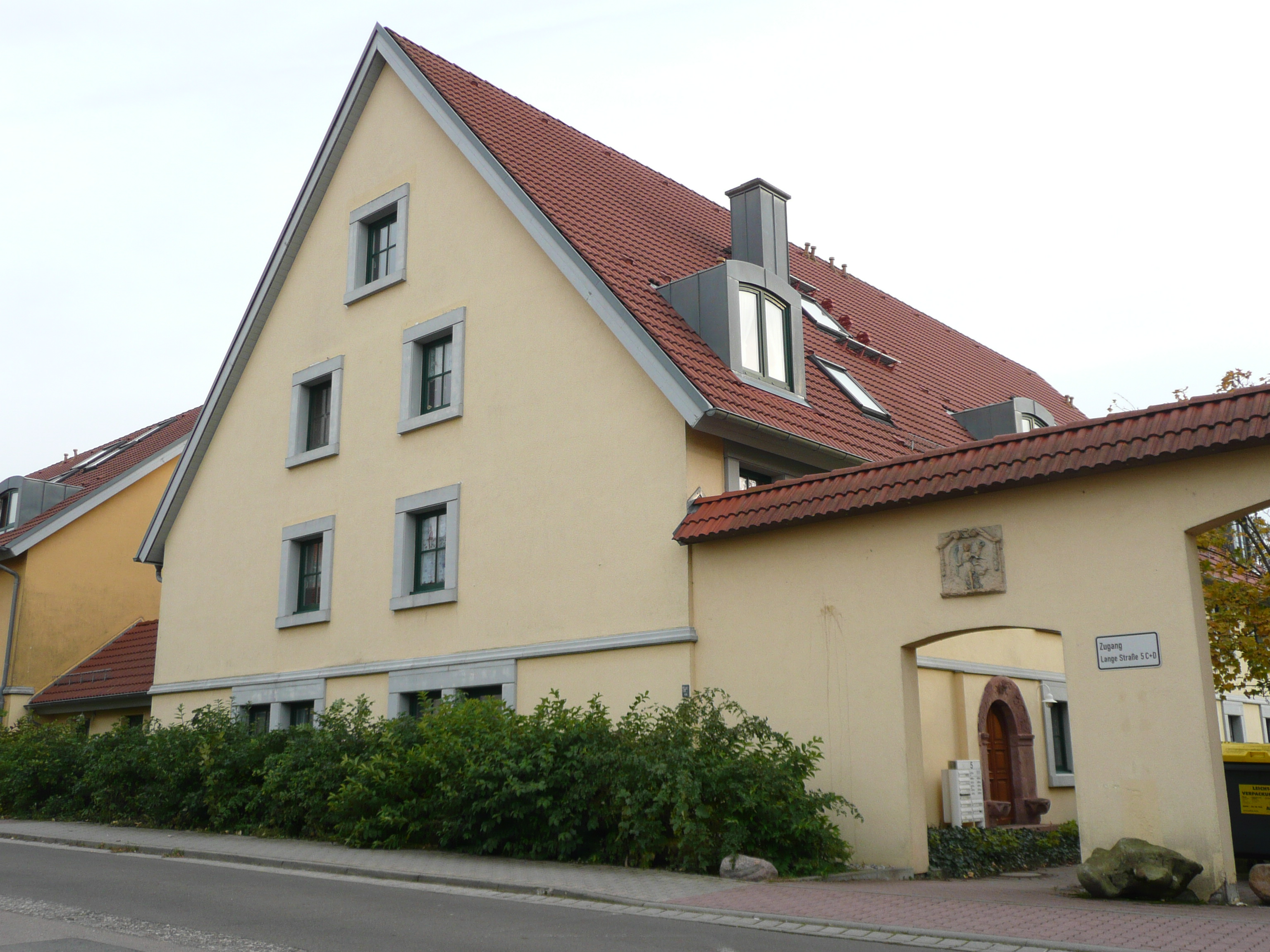
Wohnanlage in der Lange Straße – früher Standort des Gutshof mit Schenke „Blauer Engel“

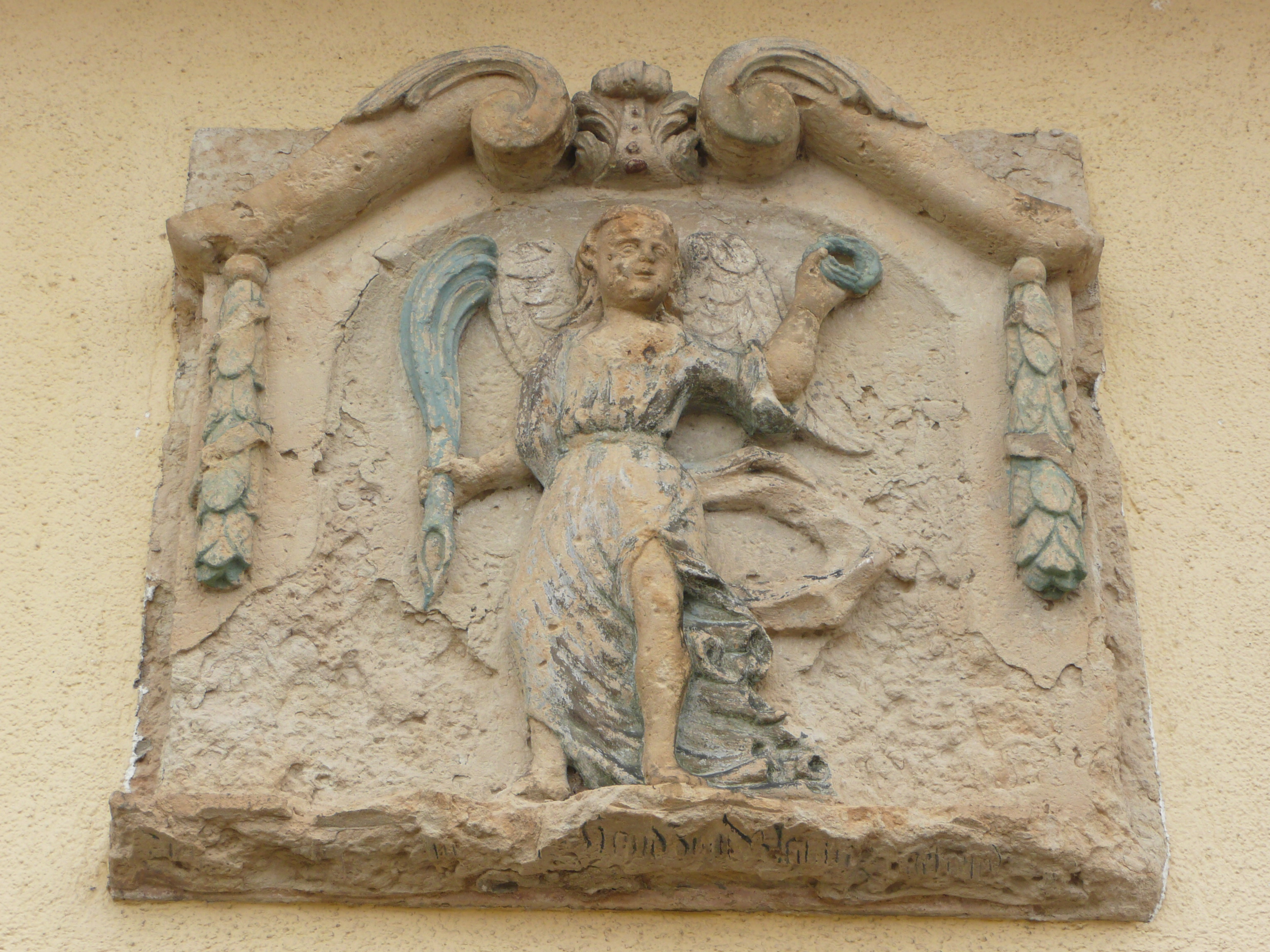
Reliefstein in nachgebautem Torbogen zur Wohnanlage

Am 14. Februar 1267 wird im Zusammenhang mit der Teilung des damaligen Friedeburger Besitzes erstmals Villa Bansc erwähnt, welches nunmehr vom Bischof Friedrich von Merseburg, der als Schiedsmann anwesend war, Hoyer dem Jüngeren von Friedeburg zugesprochen wurde. Villa (lat. = Landhaus oder Landgut) bezeichnet das Dorf und Bansc ist möglicherweise der polnischen (oder anderen slawischen) Sprache entnommen. Bana = Tal oder Grube. Villa Bansc lässt sich demnach als „Dorf im Tal –“ oder „– in der Grube der Partheaue“ deuten.
Am 29. April 1269 verkaufte dieser das Villa Bansc an den Bischof Friedrich von Merseburg. Damit geht Panitzsch in kirchlichen Besitz über, nachdem es bisher der Verwaltung des Markgrafen von Landsberg unterstand.
Die Ortsgrenze der Mark Landsberg bildete nunmehr die Parthe. Bald jedoch – 1270 – kam es auf Grund dieses Verkaufes zu zahlreichen Gewalttätigkeiten in den Besitzungen des Bistumes, die vom Markgrafen Dietrich geschürt wurden. weil sie kein Ende nahmen, verhängte der Bischof von Merseburg am 10. November 1270 über das seiner Diözese gehörende Gebiet des Markgrafen das Interdikt (Kirchenstrafe, wonach sämtliche kirchlichen Amtshandlungen zu unterbleiben haben). 1272 sollen dann die Streitigkeiten endlich beigelegt worden sein.
Panitzsch war eine Siedlung von wirtschaftlicher Bedeutung. Es lag am Weg nach Leipzig, wo sich Kaufleute zur Messe trafen, hier durchzogen und dabei mitunter im „Blauen Engel“ Rast machten. Diesem Umstand ist es zu verdanken, dass Panitzsch keine Wüstung geworden ist und sich immer behaupten konnte.
Das Gasthaus, auch Schenke „Blauer Engel“, befand sich etwa in Dorfmitte am Steinweg. Jener Post- und Handelsstraße, die damals eine wichtige Verbindung vom Osten über Bautzen–Großenhain nach der Messe- und Handelsstadt Leipzig und weiter über Merseburg nach Westen darstellte, wobei der „Blaue Engel“ die letzte Raststätte vor Leipzig war. Aufgrund seines großen Hofes sowie der geräumigen Stallungen, wurde er nicht nur von Fuhrleuten, sondern auch von fremden Reisenden gern aufgesucht.
Wie alte Zinsregister nachweisen, wirkte sich gegen Ende des 14. Jahrhunderts die übereilte Siedlungspolitik negativ durch starkes Absinken der Bevölkerungszahl aus und führte zu Abwanderungen der Ansiedler, auch aus der unmittelbaren Umgebung von Panitzsch. Es entstanden Wüstungen. Im Westen das nach 1349 verlassene Dorf Wilwisch (zwischen Panitzsch und Sommerfeld, heute existiert noch der Wilwischgraben) und im Osten etwa 1350 Cunradisdorf oder auch Conratsdorf (das heutige Cunnersdorf), deren Bewohner nach Panitzsch übersiedelten.
August Schumann nennt 1821 im Staatslexikon von Sachsen Panitzsch betreffend u. a.:

„Panitzsch hat in 70 Häusern gegen 306 Bewohner, viel starke Güter mit 36 Hufen, einen sehr geringen Gasthof, eine Windmühle in West und eine Wassermühle in Ost, eine Brücke über den Fluß. Die geistlichen Gebäude u. s. w. Die Parochie begreift noch die Filiale Althen und Sommerfeld (weshalb der Pfarrer an manchen Festtagen 4mal zu predigen hat) und gehört Tauchaischen Kreise der Leipziger Ephorie, die Collaturen übt der Leipziger Rath. In Panitzsch wohnen viele Landfleischer (70 an der Zahl) welche Dienstags und Sonnabends in Leipzig bis um 4 Uhr nachmittags feil haben dürfen, und Sonnabends meist alle, Dienstags aber gewöhnlich nur zu kleinen Hälfte sich einfinden. Sie haben von jedem Stück Vieh unterm Thore eine Abgabe an den Stadtrath zu entrichten, und müssen auch die Taration des Fleisches annehmen, welche die Obermeister des Leipziger Handwerks anstellen, wobei diese berechtigt sind, die Tare um 1 Pf. pr. Pfd. niedriger zu stellen, als für die Stadtfleischer; auch sind die Landfleischer an einen bestimmten Platz in der Stadt gebunden.“

Erst mit der Umlegung der Landstraße und dem Bau der Staatsstraße Leipzig-Dresden über das südliche Borsdorf, sowie der Eröffnung der ersten Ferneisenbahn von Leipzig nach Dresden im Jahre 1837, verlor Panitzsch seine Verkehrsbedeutung. Der Ort lag bis 1856 im kursächsischen bzw. königlich-sächsischen Kreisamt Leipzig. Ab 1856 gehörte der Ort zum Gerichtsamt Taucha und ab 1875 zur Amtshauptmannschaft Leipzig. 1921 wurde das östlich gelegene Cunnersdorf eingemeindet. Seit 1990 hat sich die Bevölkerungszahl von Panitzsch durch den Bau neuer Wohngebiete nahezu verdreifacht.
Seit 1999 ist Panitzsch mit Cunnersdorf ein Ortsteil von Borsdorf.

## Entwicklung der Einwohnerzahl
| Jahr | Einwohnerzahl                            |
| ---- | ---------------------------------------- |
| 1551 | 34 besessene Mann, 5 Häusler, 5 Inwohner |
| 1764 | 35 besessene Mann, 12 Häusler, 36 Hufen  |
| 1834 | 403                                      |
| 1871 | 514                                      |
| 1890 | 651                                      |

| Jahr | Einwohnerzahl |
| ---- | ------------- |
| 1910 | 833           |
| 1925 | 1205          |
| 1939 | 1359          |
| 1946 | 1520          |
| 1950 | 1634          |

| Jahr | Einwohnerzahl |
| ---- | ------------- |
| 1964 | 1253          |
| 1990 | 1230          |
| 2011 | 3272          |

## Kultur und Sehenswürdigkeiten

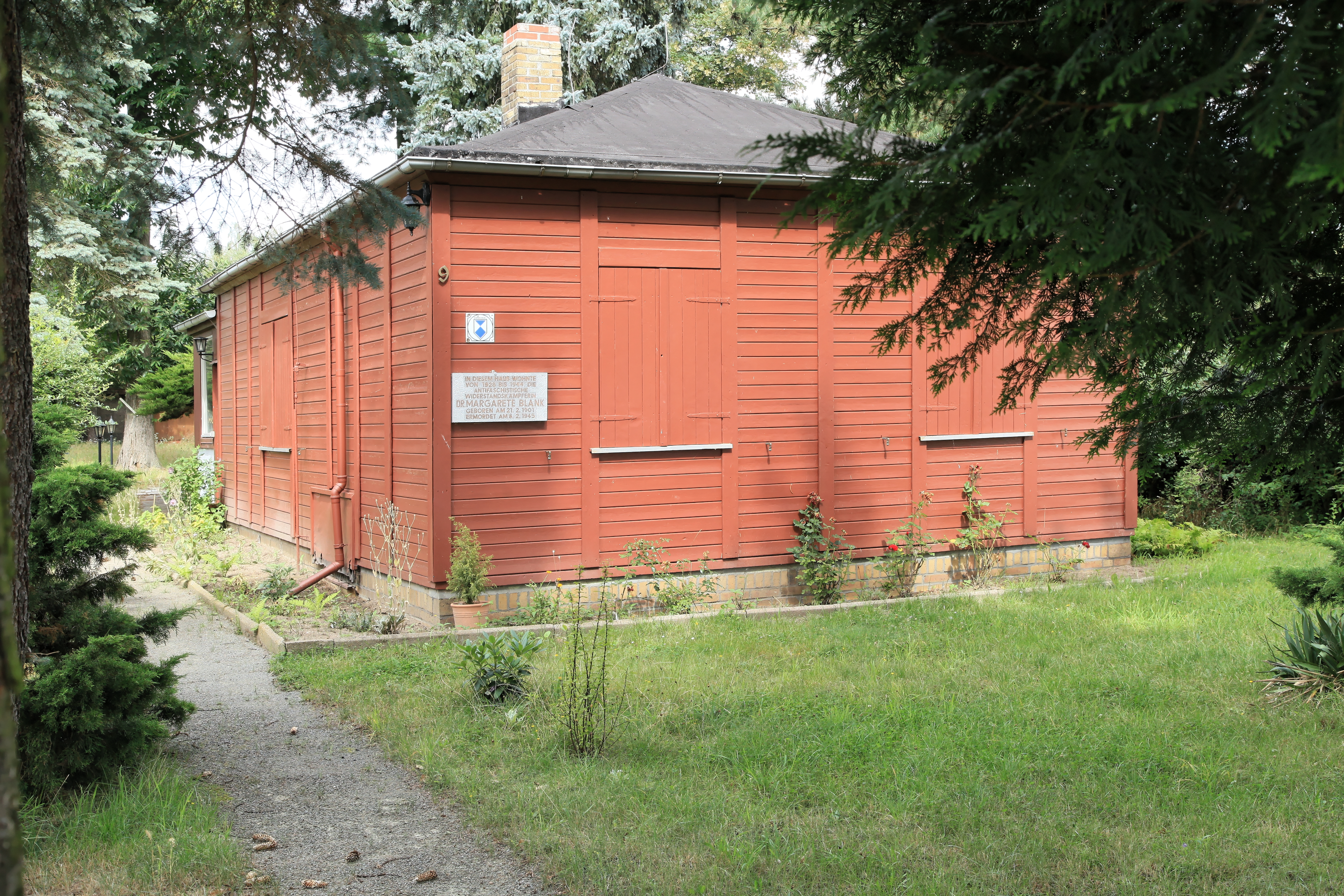
Margarete-Blank-Haus am Ende der Dr.-Margarete-Blank-Straße

### Sehenswürdigkeiten
- barocke Kirche Panitzsch, ursprünglich romanischer Bau aus dem 13. Jahrhundert
- Margarete-Blank-Haus
- Gedenkstein für Margarete Blank
- Trabrennbahn Panitzsch

### Veranstaltungen

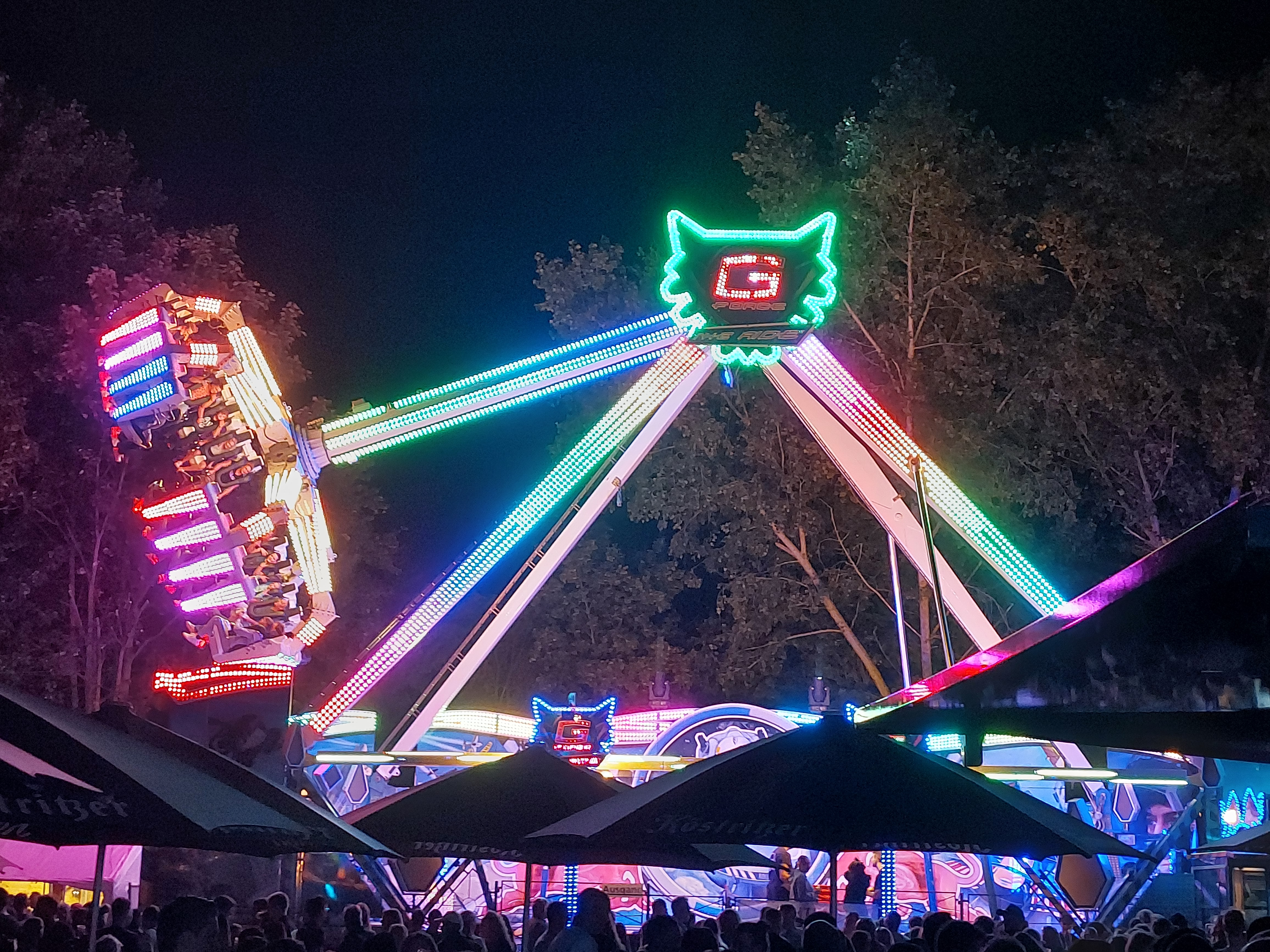
Parthenfest 2023

Seit 2000 findet jährlich im September auf dem Trabrennbahngelände das dreitägige Parthenfest statt. Einzig in den Pandemiejahren 2020 und 2021 fand es nicht statt. Es startet immer an einem Freitag mit Salutschüssen und einem Höhenfeuerwerk am Abend.

### Vereine
| - Reit- und Fahrsportgemeinschaft Panitzsch e. V. - Traberverein e. V. - SV Panitzsch/Borsdorf 1920 e. V. - Leipziger Communalgarde e. V. | - Freiwillige Feuerwehr Panitzsch - Förderverein "Dr.-Margarete-Blank" e. V. - Hundesportverein Panitzsch 1996 e. V. |

## Bildung

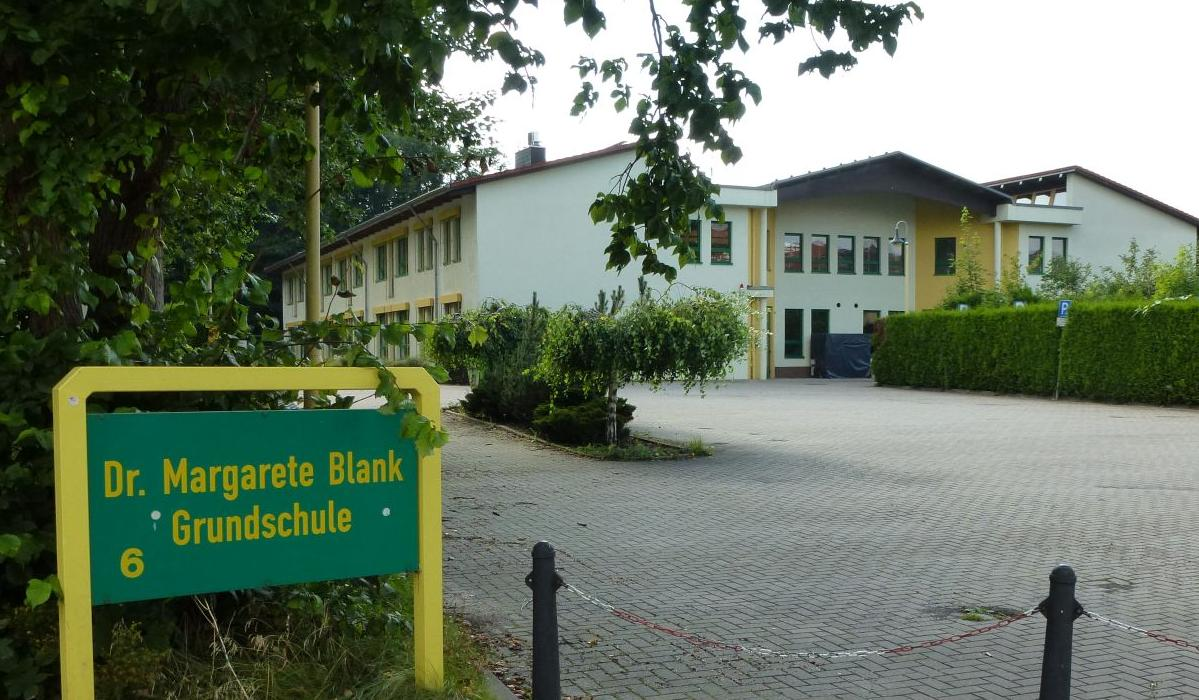
Grundschule

Die Dr.-Margarete-Blank-Grundschule ist eine zweizügige Schule mit einem Schulgebäude aus dem Jahr 1993 sowie einer Turnhalle aus dem Jahr 1985, die 2003 komplett saniert wurde.

## Persönlichkeiten

### Söhne und Töchter des Ortes
- Maria Margaretha Kirch (1670–1720), Astronomin
- Thomas von Ryssel (* 1939), Politiker (DFP)

### Personen mit Bezug zum Ort
- Johann Jakob Vogel (1660–1729), Theologe, Pfarrer in Panitzsch
- Margarete Blank (1901–1945), Ärztin, lebte und praktizierte von 1930 bis 1945 in Panitzsch